# Кэри, Фиби
Фи́би Кэ́ри (англ. Phoebe Cary; 4 сентября 1824, Цинциннати, Огайо — 31 июля 1871, Ньюпорт, Род-Айленд) — американская поэтесса, писательница и суфражистка, автор новелл, младшая сестра поэтессы Алисы Кэри (1820—1871).

## Биография

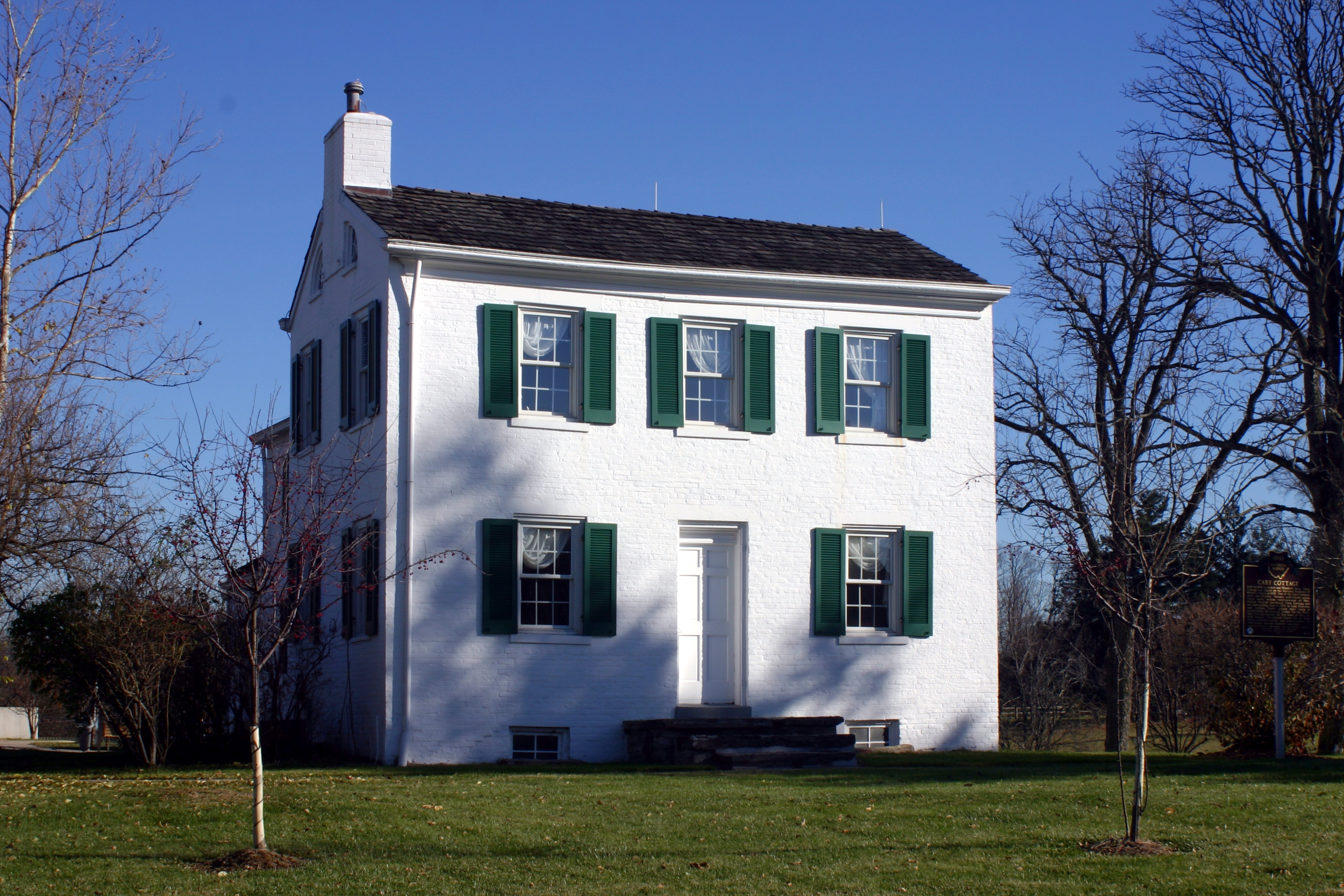
Дом семьи Кэри

Фиби Кэри родилась в городе Маунт-Гелзи близь Цинциннати, она и ёё сестра Алиса выросли в фамильном поместье Клуэрнук в Норт-Колледж-Хилл. Выросла в универсалистской семье, но сама придерживалась пресвитерианства и конгрегационализма.
Училась в школе но часто вместе с сестрой выполняла работу по дому. В 1835 году умерла мать сестёр, отец женился во второй раз. Мачеха не придерживалась её литературных стремлений. Активно выступала за права женщин, редактировала газету «The Revolution» которую издавала Сьюзен Энтони. В 1848 году была опубликована работа-антология «Женщины — поэты Америки» выпускавшуюся под редакцией Руфуса Уилмота Гризвольда, по его помощи был опубликован ещё один сборник — «Стихи Алисы и Фиби Кэри». Сборник сестёр получил признание в литературной среде, в 1850 году они переехали в Нью-Йорк.

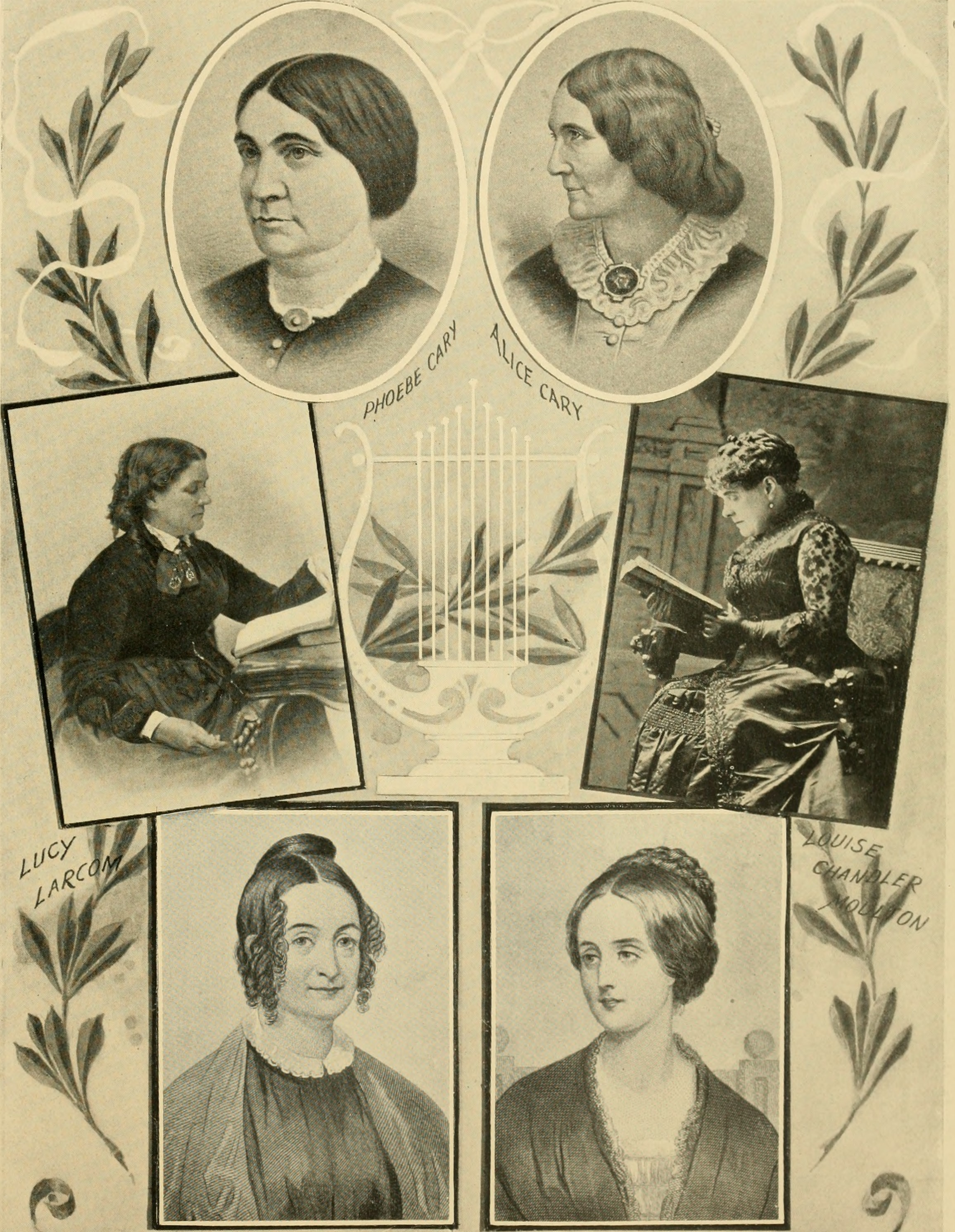
Элис и Фиби Кэри
(два верхних рисунка)

В Большом яблоке они устраивали приемы по воскресным вечерам, на которые съезжались известные деятели, включая Финеаса Тейлора Барнума, Элизабет Кэди Стэнтон, Джона Гринлифа Уиттьера, Хораса Грили, Бейярда Тейлора и его жену, Ричарда и Элизабет Стоддард, Роберта Дейла Оуэна, Оливера Джонсона, Мэри Мейпс Додж, миссис Кроли, миссис Виктор, Эдвина Х. Чапина, Генри М. Филда, Чарльза Ф. Димса, Сэмюэля Боулза, Томаса Б. Олдрича, Анну Э. Дикинсон, Джордж Рипли, мадам Ле Вер, Генри Уилсона, Джастина Маккарти. Проще сказать, что почти все известные современники сестёр Кэри, оставившие свой след в различных областях американской литературы и искусства могут быть справедливо добавлены к этому списку
В Нью-Йорке вышел и отдельный сборник стихотворений «Стихи и пародии» и «Стихи о вере, надежде и любви». Один из её известных гимнов, «Ближе к дому» исполнялся на похоронах, в том числе и самой Кэри. В 1876 году канадский композитор Роберт Эмброуз написал партитуру на лирические стихи Кэри, композиция стала одной из самых продаваемых нот в XIX век. В 1868 году журналист Хо́рас Гри́ли выпустил небольшую биографию сестёр.
31 июля 1871 года скончалась после пяти месяцев борьбы с гепатитом в Ньюпорт, Род-Айленд. Похоронена на кладбище «Грин-Вуд» в Бруклине.